# Anomis gentilis
Anomis gentilis är en fjärilsart som beskrevs av William Schaus 1912. Anomis gentilis ingår i släktet Anomis och familjen nattflyn. Inga underarter finns listade i Catalogue of Life.